# Gorzó Nándor Gellért
Bilkei Gorzó Nándor Gellért  (születési nevén: Gorzó Nándor László; Gyoma, 1890. december 14. – Budapest, 1969. február 4.)  magyar, szerzetes, tanár, levéltáros, szabadkőműves (a Corvin páholy tagja), politikus, nemzetgyűlési képviselő.
Életútja homályos, mivel olykor saját érdekei és körülményei vezették arra, hogy önéletrajzaiban időnként átalakítsa, átszerkessze és gyakorlatilag meghamisítsa saját történetét.

## Életrajz
Gorzó Nándor az egri katolikus gimnáziumba járt, majd később két évig a József Műegyetemen tanult. 1910-ben felvételt nyert a premontrei rendbe, és felvette a Gellért nevet. Öt év után kilépett a rendből. 
Pedagógiából és filozófiából diplomázott és doktorált a Budapesti Tudományegyetemen, a teológiai diplomát pedig a jászói prépostság főiskoláján szerezte. 1915 és 1918 között Rozsnyón tanított, itt lett tagja előbb a Szocialista, majd a Függetlenségi és 48-as (Károlyi) Pártnak. 1919 márciusában Gömör vármegye kormánybiztosává nevezték ki, majd a helyi direktórium elnöke lett. Budapestre - pontosabban Rákospalotára - költözését követően Rassay Károly politikai mozgalmához csatlakozott. A tanácsköztársaság idején vállalt pozíciói miatt a tanári pályától eltiltották.
Gorzó Nándor Rákospalotán közösen vezetett Pártos Zsigmonddal egy vanília- és fahéjízesítőt és citromkoncentrátumot előállító gazdasági céget. Pártos korábban Krausz Simon titkára volt, és az 1930-as évek végi zsidóellenes törvényekig ingatlanforgalmazással foglalkozott. A korlátozó törvények miatt visszavonult, és régi barátját, Gorzót kérte fel, hogy mint tulajdonos képviselje újonnan alapított cégét.
Az 1944-45-ös Szálasi-féle nyilas korszakban részt vett az ellenállási mozgalomban, később párttisztségei voltak. 1953-ban koholt vádak alapján elítélték, de amnesztiát kapott, később alkalmi munkákból élt. Résztvevője volt az 1956-os magyar forradalomnak, majd deportálták. Négyszer nősült meg, de csak egy lánya született.

## Válogatott művek
- Döbrentei Gábor és a jászóvári premontreiek güzelena a régi magyar nyelvemlékek ügyében (1914)
- Rádai Ráday Pál (monográfia, 1915)
- Hámán (tragédia, 1920)
- Versek (versgyűjtemény, 1934)
- A magyar szémpázküzdelmekről és a polgári demokráciáról (1947)

## Fordítás
Ez a szócikk részben vagy egészben  a   Nándor Gellért Gorzó című eszperantó Wikipédia-szócikk ezen változatának fordításán alapul.  Az eredeti cikk szerkesztőit annak laptörténete sorolja fel. Ez a jelzés csupán a megfogalmazás eredetét és a szerzői jogokat jelzi, nem szolgál a cikkben szereplő információk forrásmegjelöléseként.